# Валкань
Валкань, Валкані (рум. Valcani) — комуна у повіті Тіміш в Румунії. До складу комуни входить єдине село Валкань.
Комуна розташована на відстані 478 км на північний захід від Бухареста, 69 км на північний захід від Тімішоари.

## Населення
У 2009 році у комуні проживали 1383 особи.

## Видатні уродженці
- Грациан Сепі — румунський футболіст.

## Зовнішні посилання
- Дані про комуну Валкань на сайті Ghidul Primăriilor [Архівовано 3 квітня 2007 у Wayback Machine.]